# Conservación Internacional
Conservación Internacional (CI) es una organización medioambiental norteamericana sin ánimo de lucro con sede en Arlington, Virginia. Su objetivo es proteger la naturaleza como fuente de alimento, agua, clima estable y subsistencias humanas.
CI se centra en ciencia, políticas y asociaciones con empresas y comunidades. La organización emplea a más de 1 000 personas y trabaja con más de 2 000 socios en 30 países. CI ha apoyado 1 200 áreas protegidas e intervenciones en 77 países, salvaguardando más de 601 millones de hectáreas terrestres, marinas y costeras.

## Historia

### Fundación
Conservación Internacional se fundó en 1987 con el objetivo de proteger la naturaleza para el beneficio de las personas.
En 1989 CI se comprometió formalmente a proteger las áreas de mayor biodiversidad, para lo que identificó 36 de estas zonas en todo el mundo y contribuyó a su protección. El modelo de proteger dichas áreas se volvió una manera clave de que las organizaciones trabajaran en pro de la conservación de la naturaleza.

### Crecimiento y cambio de misión
En las 2 décadas siguientes, CI amplió su campo de trabajo, centrándose más en ciencia, asociaciones con empresas, financiación de la conservación, pueblos indígenas, gobierno y conservación de ecosistemas marinos, entre otras cosas.
Los líderes de la organización se dieron cuenta de que centrarse en la conservación de la biodiversidad era inadecuado para proteger a la naturaleza y a quienes dependían de ella. En consecuencia CI actualizó su misión en 2008 para centrarse explícitamente en las conexiones entre el bienestar humano y los ecosistemas naturales.

### Últimos acontecimientos
En el año fiscal 2014 los gastos de CI ascendieron a 135,3 millones de dólares norteamericanos ($).
En el año fiscal 2016, los ingresos de CI ascendieron a 212 millones de $.
El 1 de julio de 2017 Peter Seligmann cesó como director ejecutivo (CEO) de CI y se anunció un nuevo equipo ejecutivo de liderazgo sénior. El científico de conservación M. Sanjayan fue nombrado director ejecutivo; Jennifer Morris, anteriormente directora operativa, fue nombrada presidenta; y Sebastian Troeng, anteriormente vicepresidente sénior de la división de campo norteamericana, fue nombrado vicepresidente ejecutivo. Peter Seligmann quedó como presidente del consejo de CI.

## Enfoque conservacionista
La base del trabajo de Conservación Internacional es «ciencia, sociedad y demostraciones sobre el terreno». La organización tiene sobre el terreno a científicos, expertos en políticas y otros conservacionistas en más de 30 países. También se apoya fuertemente en miles de socios locales.
CI trabaja con gobiernos, universidades, ONG y el sector privado con el objetivo de aplicar a mayor escala las demostraciones que tienen éxito. Al mostrar que la conservación de la naturaleza puede funcionar en cualquier escala, CI pretende hacer de la protección de naturaleza una consideración clave en las decisiones de desarrollo económico en todo el mundo. CI apoyó a 23 naciones y territorios insulares del Océano Pacífico en la formación del Pacific Oceanscape, un marco para conservar y gestionar sosteniblemente más de 15 millones de millas cuadradas de mar en el Pacífico Sur. Además de la gestión de los recursos naturales del océano, el acuerdo incluye las mayores áreas marinas protegidas del mundo y santuarios para ballenas, delfines, tortugas y tiburones.
La organización ha participado en discusiones de las Naciones Unidas sobre asuntos como calentamiento mundial y biodiversidad, y sus científicos están presentes en talleres y conferencias internacionales. El trabajo de CI en las políticas estadounidenses destaca actualmente «una conexión directa entre la conservación de la naturaleza mundial y los intereses norteamericanos en economía y seguridad nacional.»
Pocos años después de su fundación, CI empezó trabajar con la hamburguesera McDonald's para poner en marcha proyectos de conservación y agricultura sostenible en América Central. CI amplió su compromiso de trabajar con el sector empresarial en 2000, cuando creó el Centro para Liderazgo Medioambiental en los Negocios con el apoyo de la automovilística Ford Motor Company.

## Juicios sobre su actividad

### Agencias de calificación
CI recibe altas calificaciones de las entidades que se encargan de vigilar a las entidades filantrópicas: Charity Watch le otorgó una A y Charity Navigator, 92,28 sobre 100 en rendición de cuentas y transparencia.

### Críticas
CI ha sido criticada por sus vínculos con empresas como BP, Cargill, Chevron Corporation, Monsanto y Royal Dutch Shell. CI se ha defendido alegando que el cambio requiere trabajar con empresas que producen grandes impactos medioambientales .
Un artículo de 2008 en The Nation (Estados Unidos) sostenía que CI había recaudado 6 millones de $ para conservación marina en Papúa Nueva Guinea, pero que el dinero se utilizó para «poco más que oficinas lujosas y viajes en primera clase.» CI defendió sus operaciones en Papúa Nueva Guinea proclamando que han contribuido a nuevos descubrimientos científicos y el establecimiento de nuevas áreas protegidas.
En 2011 CI fue blanco de un grupo de reporteros del programa Que no cunda el pánico que, presentándose como una empresa norteamericana, le preguntaron si podía ayudarlos a «presentar un perfil más verde». El representante de CI les ofreció opciones como ayudar a la empresa con sus relaciones públicas verdes, afiliarse a un foro empresarial a cambio de un coste o paquetes de patrocinio donde la empresa podía invertir dinero a cambio de ser asociada con actividades de conservación. CI acordó ayudar a la supuesta empresa a encontrar una "mascota de especie amenazada". La filmación que tomaron los reporteros muestra al empleado de CI sugiriendo un buitre y pájaros de presa norteafricanos como posibles mascotas. CI sostiene que esta filmación se editó mucho, eliminando elementos que habrían arrojado una luz más favorable sobre CI, y utilizando otras partes del vídeo fuera de contexto para pintar un cuadro inexacto e incompleto del trabajo de CI con el sector privado.
En mayo y junio de 2013 Survival International informó de que la tribu indígena de los bosquimanos en Botsuana fue amenazada con el desahucio de sus tierras ancestrales para crear un corredor de fauna y flora conocido como el Corredor de conservación de Kgalagadi occidental. Un representante del Gobierno de Botsuana negó este extremo. Una nota de prensa de CI de mayo de 2013 sostenía: «Contrariamente a informes recientes, CI no ha estado involucrada en la construcción de corredores de conservación en Botsuana desde 2011». Afirmaba además que CI siempre había apoyado a los bosquimanos y sus derechos.

## Dirigentes
- Director ejecutivo: M. Sanjayan, Ph.D.[9]
- Presidente: Jennifer Morris[9]
- Vicepresidente ejecutivo: Sebastian Troeng, Ph.D.[9]
- Presidente del consejo: Peter Seligmann[9]
- Presidente del comité ejecutivo: Wes Bush
- Vicepresidente: Harrison Ford[31]